# Geranomyia refuga
Geranomyia refuga är en tvåvingeart som först beskrevs av Alexander 1944.  Geranomyia refuga ingår i släktet Geranomyia och familjen småharkrankar. Inga underarter finns listade i Catalogue of Life.